# Regione di Zanzibar Nord
La regione di Zanzibar Nord (ufficialmente Zanzibar North o North Unguja in inglese) è una regione della Tanzania, costituita dalla parte settentrionale di Zanzibar.

## Distretti
La regione è divisa amministrativamente in 2 distretti:
- Kaskazini A
- Kaskazini B